# ヨーハン・シュロート

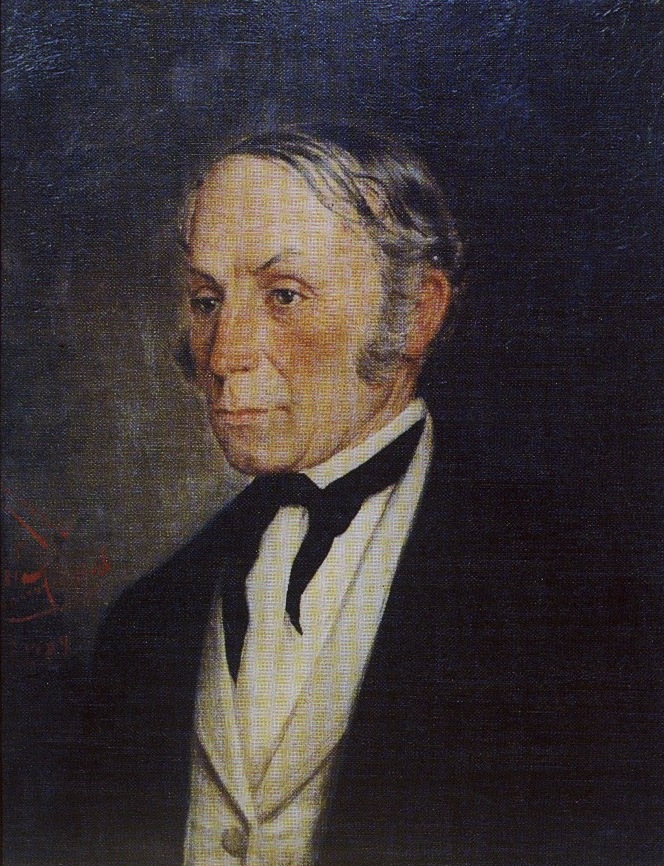
Johann Schroth.

ヨーハン・シュロート（Johann Schroth、1798年2月11日 - 1856年3月26日）は現在のチェコのイェセニーク (Jeseník）地区のチェスカー・ヴェスに生まれた、オーストリアの自然療法家である。シュロートの創案したシュロート式健康法（シュロート療法）は現在もヨーロッパで行われている。
荷役運送業者で、馬の扱いに習熟していた。18歳の時、膝を負傷した馬を、患部を冷やすことによって治療し、地域の家畜の治療者として評判になった。その後人の治療もするようになった。代謝促進と免疫活性向上のために、温水による加温や全身をパックする療法なども導入した。病気になった家畜が食事や水を飲まなくなることに注目し、食事制限や飲料水の制限などを導入した。
熱烈な支持者が得られた一方、当時の有力な医師たちからは、ペテン師よばわりされた。19世紀を通じて、シュロートの療法を支持する人々と、「水治療法」を始めたヴィンチェンツ・プリースニツの信奉者たちは、どちらがより優れた自然療法か論争を行った。
1830年頃、Bad Lindewiese（チェコのLipová-lázně）に湯治場を設けた。シュロートの没後、息子の Emmanuel Schroth が、仕事を引き継ぎ、父親の療法の極端な処方を緩和して、シュロート療法の普及をもたらした。